# Kim Myong-gil
Kim Myong-gil (ur. 16 października 1984) – północnokoreański piłkarz występujący na pozycji bramkarza w klubie Amrokgang.

## Kariera
Kim Myong-gil od początku swojej kariery związany jest z klubem Amrokgang. W 2005 roku zadebiutował w reprezentacji Korei Północnej. Został powołany do kadry na Mistrzostwa świata 2010.